# ريكوردر

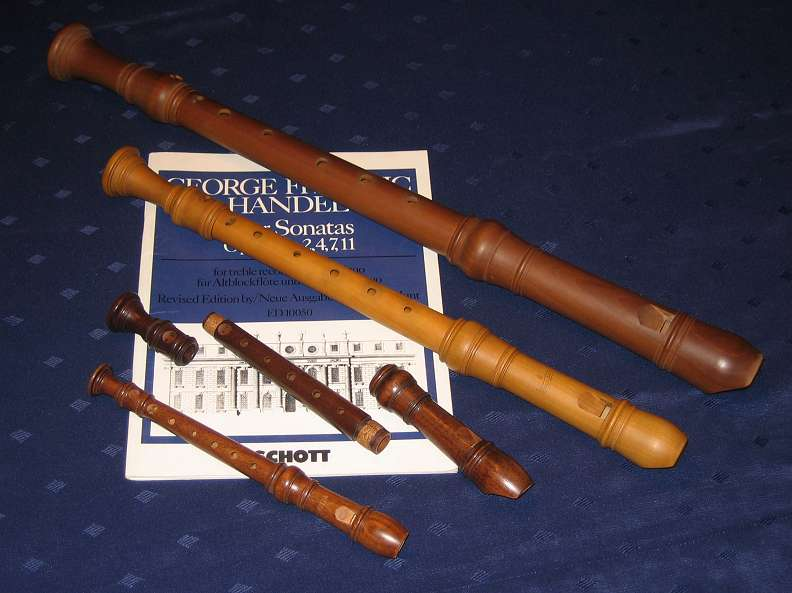
آلات ريكوردر

الريكوردر أو الريكورد هي آلة موسيقية غربية شبيهة بالناي أو المزمار الشرقي ولكن بسلّم مختلف وقياس موحد ومختلف.
لا أحد يعرف على وجه التحديد متى نشأت آلة الريكوردر، حيث كتب الأقدمون مجموعة متنوعة من الكتب عن المزامير ، وعثر على بعض منها ، ثم تم العثور على أقدم آلة ريكوردر في قبو منزل بمدينة هولندا في سنة 1335م ، وأرجح البعض ظهور آلة الريكوردر في النصف الثاني من القرن الرابع عشر.
أصبح الريكوردر أكثر انتشاراً خلال القرن الخامس عشر الميلادي ، حيث أنه أصبح يدخل في عزف المجموعات المختلفة مثل آلة الكمان والعود ، وفي القرن السادس عشر ظهرت أحجام مختلفة للآلة حيث ظهر نوعان هما : الباص ، والتينور ، كما أنها أنتشرت مع مصاحبتها بألة البيانو.
خلال الربع الأول من القرن السابع عشر تتطور العزف على آلة الريكوردر ، حيث ألفت لها خصيصاً مؤلفات في قالب السوناتا ، أما في نهاية القرن السابع عشر تم إجراء بعض التغييرات الرئيسية لعدد من آلات النفخ بما فيهم آلة الريكوردر على أيدي أفراد عائلة فرنسية من صانعي المزمار ، وهذه التغييرات أدت لزيادة النطاق الصوتي للألة الريكوردر لأداء مؤلفات منفردة أكثر ، فاستخدامها باخ ، وهاندل ، وفيفالدى ، وتيلمان وغيرهم من أشهر مؤلفى الموسيقى في هذا العصر.
أدخلت العديد من التحسينات على العديد من آلات النفخ الخشبية مثل آلة الفلوت والتي أصبحت أكثر شعبية وأكثر ملاءمة للأنماط الجديدة من الموسيقى في هذا الوقت . وفي منتصف القرن الثامن عشر انحسرت آلة الريكوردر تماماً من الموسيقى الكلاسيكية وحل محلها آلة الفلوت والناي.
خلال عام 1920 و 1930م أصبحت آلة الريكوردر أساسية في موسيقى المدارس خاصة في ألمانيا ، حيث أنها كانت تصنع من أرخص الأمكانيات لذا توفرت بصورة كبيرة ، ولكن كان البعض منها غير جيد الصنع ، ولكن في السنوات الأخيرة أدت التطورات في تقنيات التصنيع بإدخال البلاستيك في صناعتها وبصورة غير مكلفة وتوفرت بجودة عالية وتكلفة بسيطة.